# Craspédote
Craspédote (du grec kraspedon, frange) est un terme qui définit des méduses munies d'un vélum sous-ombrellaire dont la contraction assure leur déplacement.
Certains cnidaires, notamment les Hydrozoaires, possèdent au stade libre (méduse) une différenciation particulière du diaphragme, le vélum, qui rend la cavité sous ombrellaire moins ouverte comparativement aux méduses dépourvues de vélum. Elles sont alors qualifiées de « craspédotes ».